# Shorttrack op de Olympische Winterspelen 2014 - 1500 meter mannen
De 1500 meter voor mannen tijdens de Olympische Winterspelen 2014 vond plaats op 10 februari 2014 in het IJsberg Schaatspaleis in Sotsji. Regerend olympisch kampioen was de Zuid-Koreaan Lee Jung-su, hij werd opgevolgd door de Canadees Charles Hamelin.

## Tijdschema
| Datum       | Lokale tijd | MET   | Ronde         |
| ----------- | ----------- | ----- | ------------- |
| 10 februari | 13:45       | 10:45 | Series        |
| 10 februari | 15:04       | 12:04 | Halve finales |
| 10 februari | 16:05       | 13:05 | Finale        |

## Uitslag

### Heats
Heat 1
| # | Naam            | Land | Tijd     | Opm. |
| - | --------------- | ---- | -------- | ---- |
| 1 | Jack Whelbourne | GBR  | 2:14.091 | Q    |
| 2 | Yuri Confortola | ITA  | 2:14.143 | Q    |
| 3 | Sjinkie Knegt   | NED  | 2:14.249 | Q    |
| 4 | Robert Seifert  | GER  | 2:16.555 |      |
| 5 | Roberto Puķītis | LAT  | 2:30.671 | ADV  |
| - | Yuzo Takamido   | JPN  |          | PEN  |

Heat 2
| # | Naam              | Land | Tijd     | Opm. |
| - | ----------------- | ---- | -------- | ---- |
| 1 | Viktor An         | RUS  | 2:20.865 | Q    |
| 2 | Han Tianyu        | CHN  | 2:20.911 | Q    |
| 3 | Park Se-yeong     | KOR  | 2:21.087 | Q    |
| 4 | Vladislav Bykanov | ISR  | 2:21.163 |      |
| 5 | Pan-To Barton Lui | HKG  | 2:22.139 |      |
| 6 | Viktor Knoch      | HUN  | 2:47.714 |      |

Heat 3
| # | Naam             | Land | Tijd     | Opm. |
| - | ---------------- | ---- | -------- | ---- |
| 1 | Sin Da-woon      | KOR  | 2:15.530 | Q    |
| 2 | J. R. Celski     | USA  | 2:15.675 | Q    |
| 3 | Sébastien Lepape | FRA  | 2:15.806 | Q    |
| 4 | Ryosuke Sakazume | JPN  | 2:17.985 |      |
| 5 | Maksim Siarheyeu | BLR  | 2:19.505 |      |
| 6 | Shi Jingnan      | CHN  | 2:51.512 |      |

Heat 4
| # | Naam               | Land | Tijd     | Opm. |
| - | ------------------ | ---- | -------- | ---- |
| 1 | Charles Hamelin    | CAN  | 2:16.903 | Q    |
| 2 | Semjon Jelistratov | RUS  | 2:16.904 | Q    |
| 3 | Eddy Alvarez       | USA  | 2:17.532 | Q    |
| 4 | Maxime Chataignier | FRA  | 2:17.938 |      |
| 5 | Aidar Bekzjanov    | KAZ  | 2:19.713 |      |
| 6 | Bence Béres        | HUN  | 2:20.327 |      |

Heat 5
| # | Naam               | Land | Tijd     | Opm. |
| - | ------------------ | ---- | -------- | ---- |
| 1 | Niels Kerstholt    | NED  | 2:13.848 | Q    |
| 2 | François Hamelin   | CAN  | 2:13.935 | Q    |
| 3 | Thibaut Fauconnet  | FRA  | 2:14.054 | Q    |
| 4 | Sándor Liu Shaolin | HUN  | 2:14.055 |      |
| 5 | Vojtěch Loudín     | CZE  | 2:14.906 |      |
| 6 | Denis Nikisja      | KAZ  | 2:16.452 |      |

Heat 6
| # | Naam                  | Land | Tijd     | Opm. |
| - | --------------------- | ---- | -------- | ---- |
| 1 | Lee Han-bin           | KOR  | 2:16.412 | Q    |
| 2 | Michael Gilday        | CAN  | 2:16.468 | Q    |
| 3 | Chen Dequan           | CHN  | 2:16.535 | Q    |
| 4 | Christopher Creveling | USA  | 2:16.553 |      |
| 5 | Tommaso Dotti         | ITA  | 2:17.300 |      |
| 6 | Satoshi Sakashita     | JPN  | 2:18.298 |      |

### Halve finales
Heat 1
| # | Naam              | Land | Tijd     | Opm. |
| - | ----------------- | ---- | -------- | ---- |
| 1 | Han Tianyu        | CHN  | 2.15.858 | QA   |
| 2 | Viktor An         | RUS  | 2.16.000 | QA   |
| 3 | Park Se-yeong     | KOR  | 2.16.473 | QB   |
| 4 | François Hamelin  | CAN  | 2.16,473 | QB   |
| 5 | Roberto Puķītis   | LAT  | 2.16.961 |      |
| 6 | Niels Kerstholt   | NED  | 2.17,134 |      |
| - | Thibaut Fauconnet | FRA  |          | PEN  |

Heat 2
| # | Naam             | Land | Tijd     | Opm. |
| - | ---------------- | ---- | -------- | ---- |
| 1 | J. R. Celski     | USA  | 2.21,603 | QA   |
| 2 | Chen Dequan      | CHN  | 2.21,697 | QA   |
| 3 | Sébastien Lepape | FRA  | 2.23,995 | QB   |
| 4 | Sin Da-woon      | KOR  | 2.52,061 | QB   |
| 5 | Lee Han-bin      | KOR  | 3.11,810 | ADVA |
| - | Michael Gilday   | CAN  |          | PEN  |

Heat 3
| # | Naam               | Land | Tijd     | Opm. |
| - | ------------------ | ---- | -------- | ---- |
| 1 | Charles Hamelin    | CAN  | 2.14,480 | QA   |
| 2 | Jack Whelbourne    | GBR  | 2.14,635 | QA   |
| 3 | Sjinkie Knegt      | NED  | 2.14,677 | QB   |
| 4 | Semjon Jelistratov | RUS  | 2.14,783 | QB   |
| 5 | Yuri Confortola    | ITA  | 2.19,086 |      |
| - | Eddy Alvarez       | USA  |          | PEN  |

### Finales
A-Finale
| #      | Naam            | Land | Tijd      | Bijz. |
| ------ | --------------- | ---- | --------- | ----- |
| Goud   | Charles Hamelin | CAN  | 2.14,985  |       |
| Zilver | Han Tianyu      | CHN  | 2.15,055  |       |
| Brons  | Viktor An       | RUS  | 2.15,062  |       |
| 4      | J.R. Celski     | USA  | 2.15,624  |       |
| 5      | Deguan Chen     | CHN  | 2.15,626  |       |
| 6      | Han-Bin Lee     | KOR  | 2.16,466  |       |
| 7      | Jack Whelbourne | GBR  | Geen Tijd |       |

B-Finale
| #  | Naam               | Land | Tijd     | Bijz. |
| -- | ------------------ | ---- | -------- | ----- |
| 8  | Sébastien Lepape   | FRA  | 2.21,483 |       |
| 9  | François Hamelin   | CAN  | 2.21,592 |       |
| 10 | Sin Da-woon        | KOR  | 2.22,066 |       |
| 11 | Semjon Jelistratov | RUS  | 2.24,352 |       |
| 12 | Sjinkie Knegt      | NED  | 2.39,581 |       |
| -  | Park Se-yeong      | KOR  |          | PEN   |